# لری اسکات (بازیکن فوتبال)
لری اسکات (به انگلیسی: Laurie Scott) بازیکن فوتبال زادهٔ ۲۳ آوریل ۱۹۱۷ اهل انگلستان بود که سابقهٔ بازی در تیم ملی فوتبال انگلستان را در کارنامهٔ خود داشت. وی در تاریخ ۲۸ سپتامبر ۱۹۴۶ نخستین بازی ملی خود را در مقابل تیم ملی فوتبال ایرلند شمالی انجام داد و با حضور در ۱۷ بازی ملی، در تاریخ ۱۰ نوامبر ۱۹۴۸ واپسین بازی ملی‌اش را در برابر تیم ملی فوتبال ولز برگزار کرد.